# Ґаруда
Ґаруда або Гаруда (санскр. गरुड, Garuḍa IAST, палі: Garuḷa IAST — «орел») — велика схожа на птаха міфічна істота в індуїстській та буддистській міфології. Зокрема, в індуїзмі істота є другорядним божеством та ваханою (верховою твариною) Вішну. Їй присвячено кілька літературних творів, зокрема пурана — Ґаруда-Пурана і упанішада — Ґаруда-Упанішад, вона часто згадується у Махабхараті. В буддизмі Ґаруди вважаються розумними істотами, вони мають навіть свої міста і розвинуте суспільство. Назва істоти також використовується мовою гінді до сузір'я Орла, а шуліка королівський (Haliastur indus) вважається її сучасним втіленням. В буддизмі Ваджраяни — ідам, один з символів просвітленого розуму.

### Джайнізм
Гаруда — якша або охоронець Шантінатха в джайнській іконографії та міфології. Джайнська іконографія показує Гаруду як людську фігуру з крилами та нитковим колом.

## Ґаруда як символ
Зв'язки Ґаруди з Вішну — індуїстським богом, який бореться з несправедливістю та знищує зло у своїх різноманітних аватарах, щоб зберегти дхарму, зробили його культовим символом обов'язку та влади короля, символом королівської влади чи дхарми. Його орлоподібна форма зображена або окремо, або з Вішну, що означає божественне схвалення могутності держави. Його можна знайти на поверхнях багатьох монет раннього індуїстського королівства, або як одноголовий птах, або як триголовий птах, який спостерігає з усіх боків.
- Ґаруда є національним символом і зображена на гербах Індонезії і Таїланду; як покровитель священної монгольської гори Богд-Хан-Уул присутня на гербі Улан-Батора. В азійській геральдиці найчастіше зображується з червоно-золотим оперенням; може бути повністю золотим або білим.
- Калмицькі військові частини в Російської імперії наносили зображення Ґаруди на бойові знамена.[8]
- Ґаруда є символом підрозділів ВПС і авіакомпаній в декількох країнах.
- «Ґаруда» — назва індонезійської авіакомпанії, що виконує внутрішні авіарейси в Індонезії.
- Також слово «Ґаруда» — міфологічна назва атмосферного літального апарата, аналогічного сучасним реактивним літакам (в першу чергу з вертикальним зльотом і посадкою).
- Крішна несе зображення Ґаруди на своєму прапорі[9]

## Галерея

Ґаруда як національний символ Індонезії
Ґаруда як національний символ Таїланда
Ґаруда (Хангарід) як символ Улан-Батора, Монголія
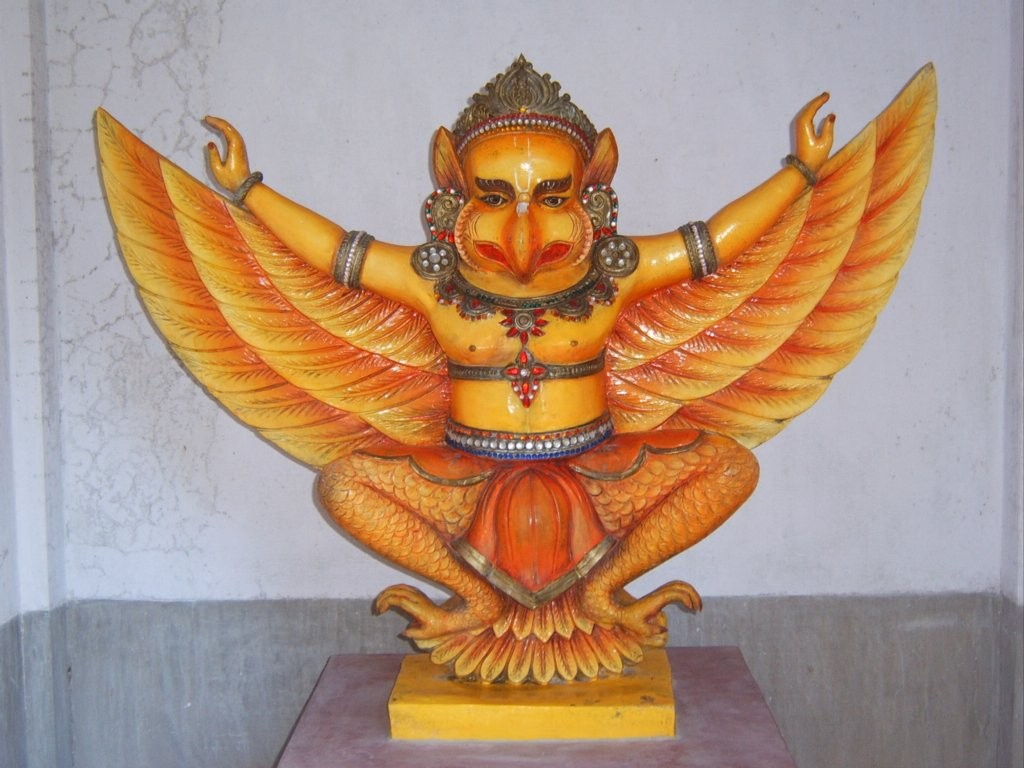
Ґаруда мурті в Західній Бенгалії, Індія
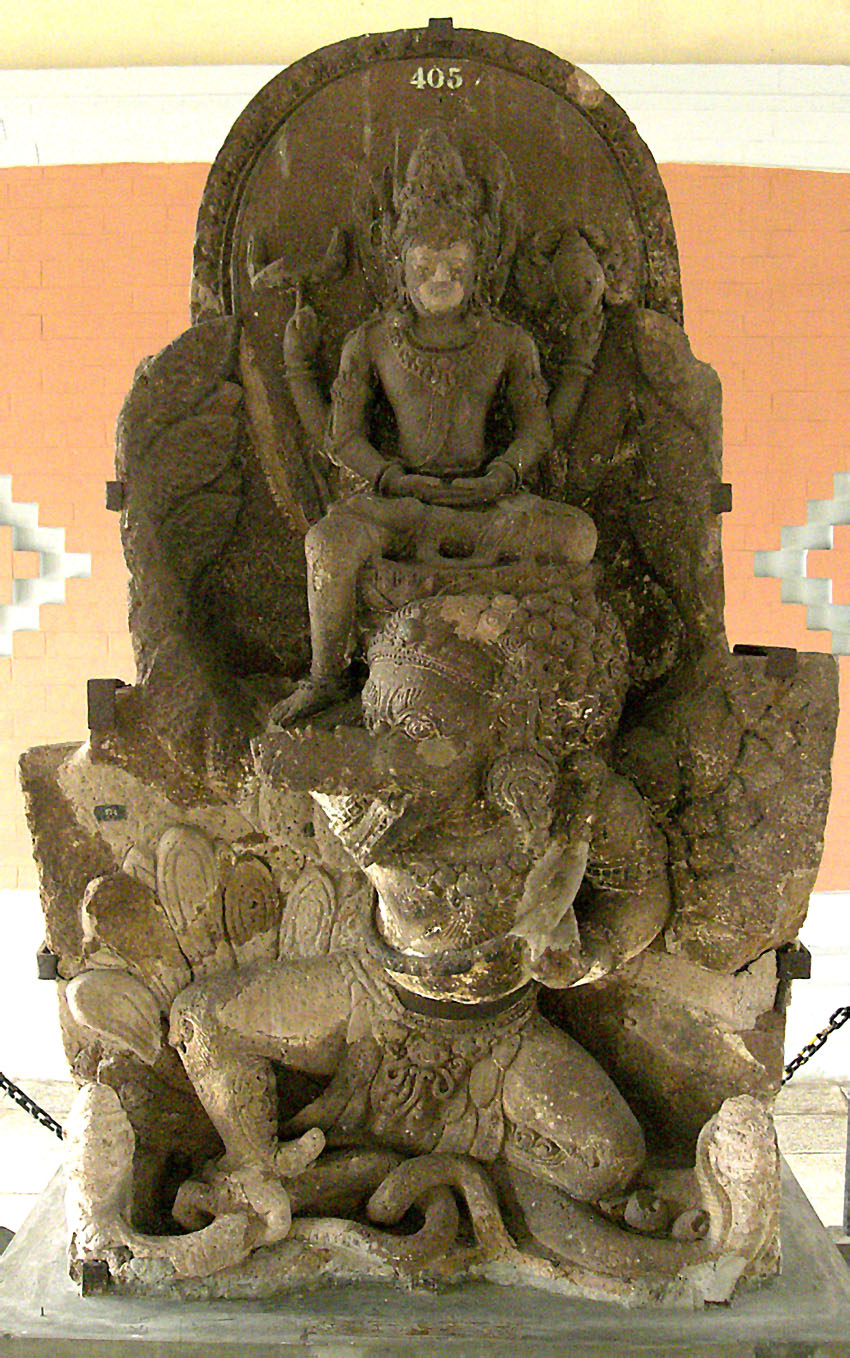
Статуя короля Айрланггі (10-е століття) в образі Вішну верхом на Ґаруді, з храму Белахан, музей Тровулана, Східна Ява
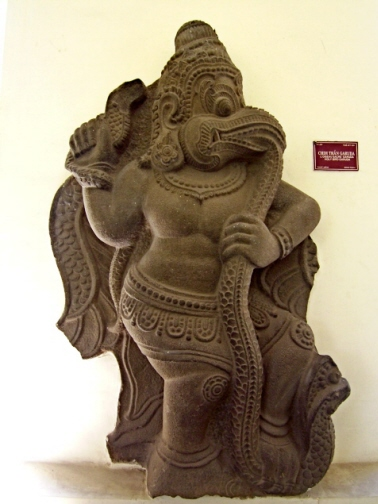
Скульптура Чамської культури (13-е століття), що зображає Ґаруду, який пожирає змію
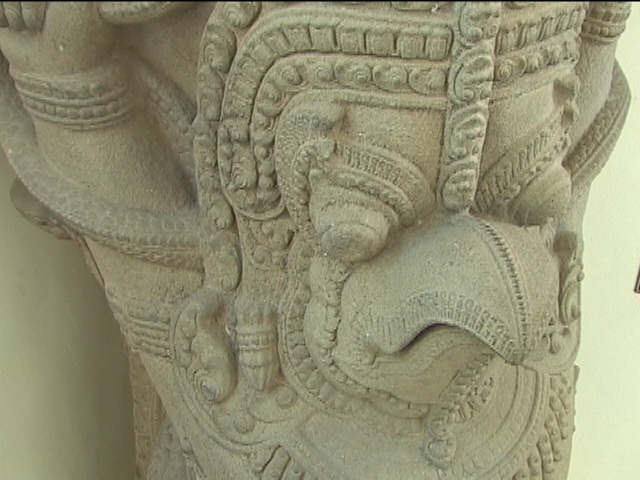
Скульптура Чамської культури (12-е століття), що зображає Ґаруду як Атланта
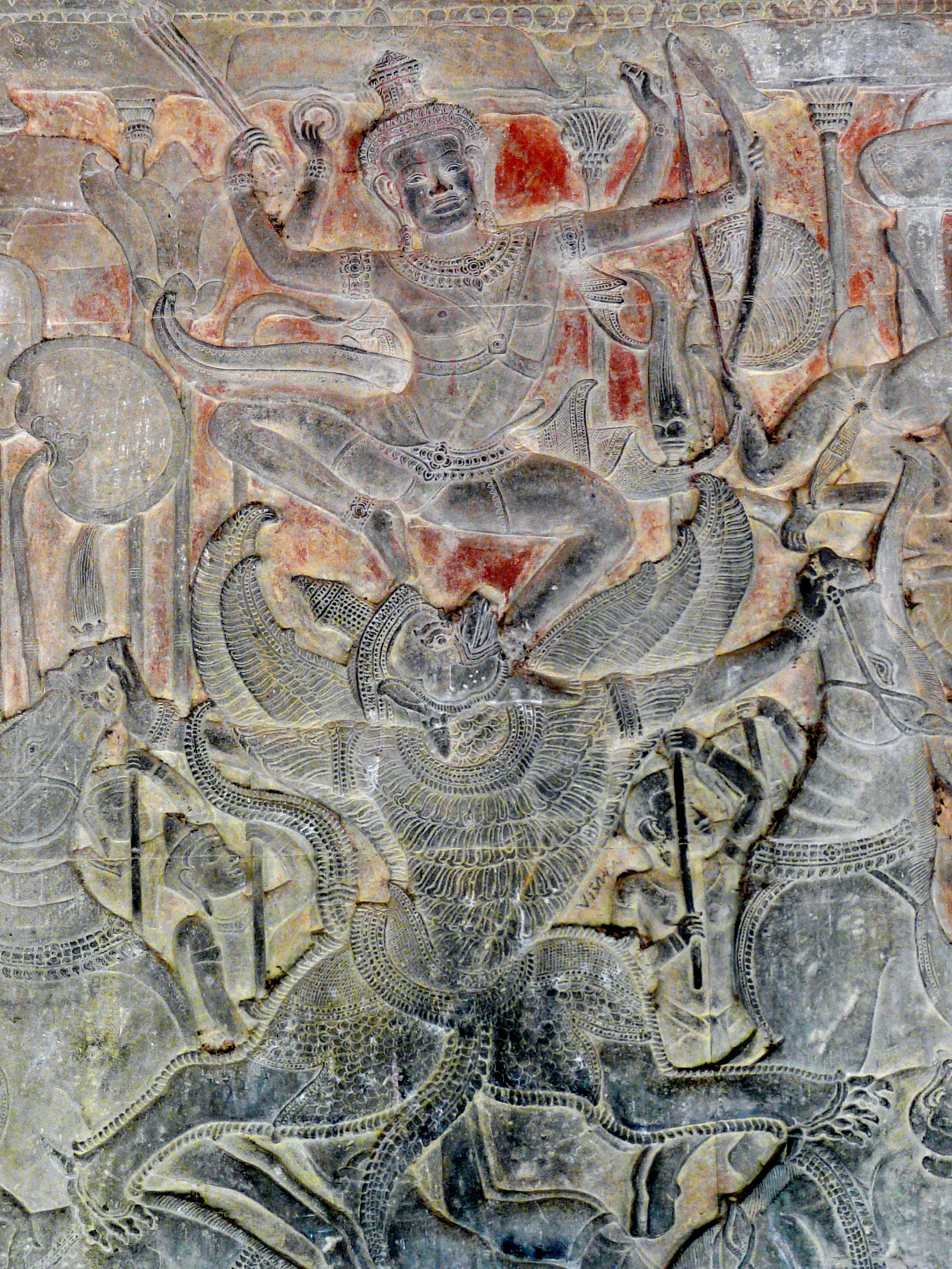
Барельєф 12-го століття в Ангкор-Ваті (Камбоджа), який зображає Вішну в бою верхи на Ґаруді
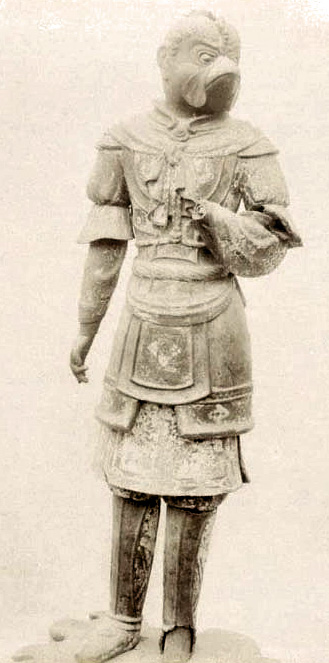
Безкрила статуя Ґаруди або Карур в храмі Монастир Кофуку, Нара, Японія, 8-е століття
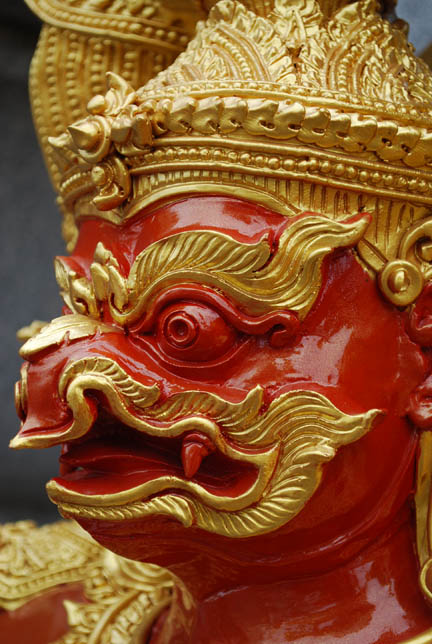
Тайська Ґаруда в муніципальному парку міста Хат'яй, південний Таїланд
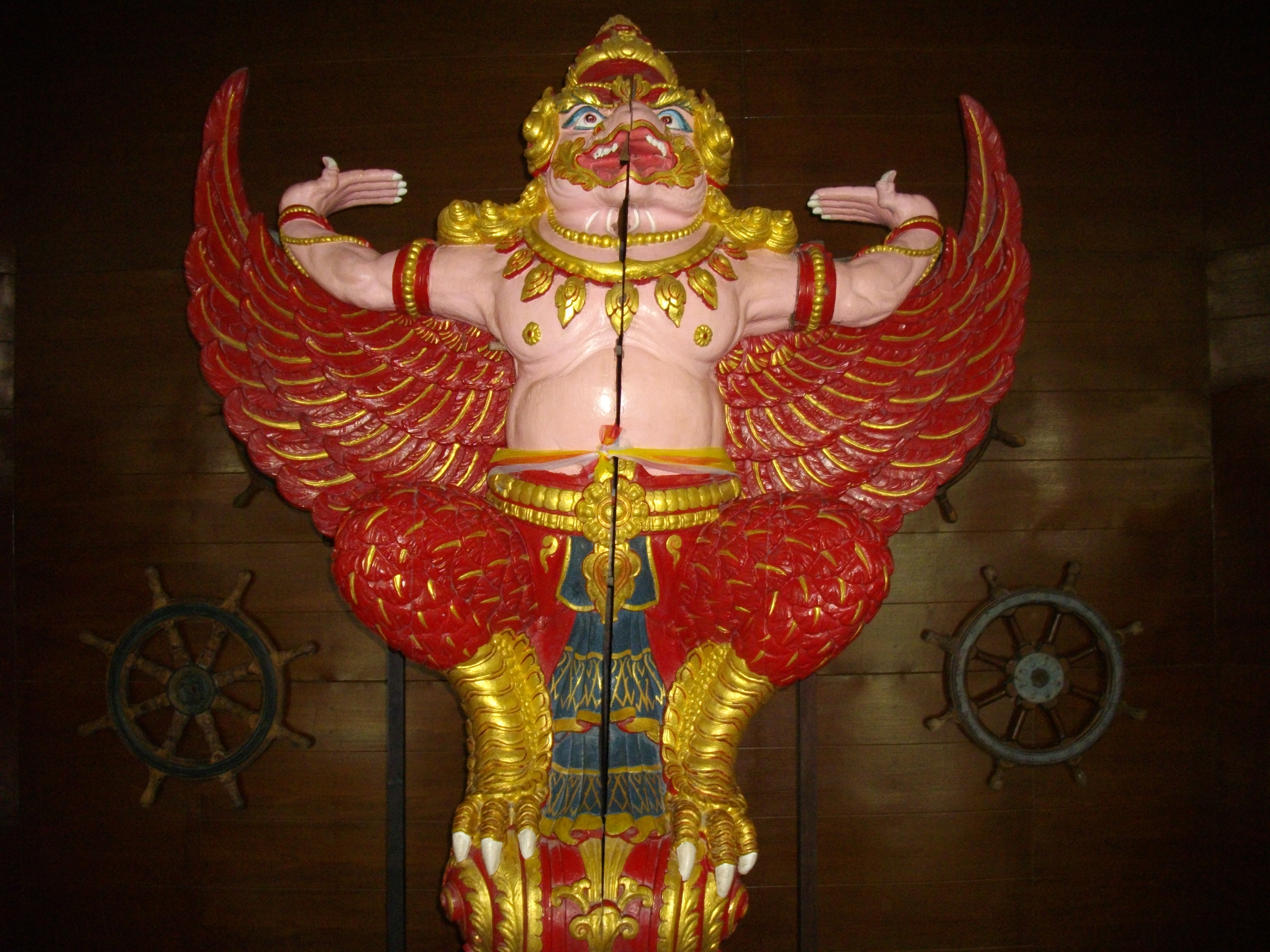
Ґаруда на носі тайського корвета Раттанакосін, Королівський Військово-Морський Музей Таїланду, Самутпракан
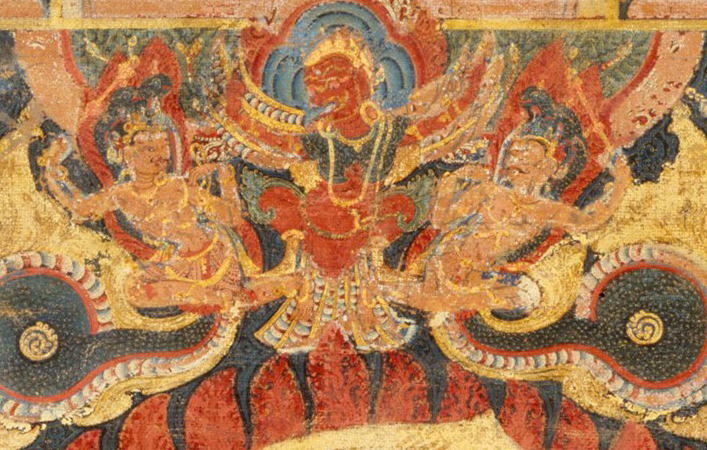
Червоний Ґаруда, частина зображення Акали, тиснення з золотом на тканині, XV ст
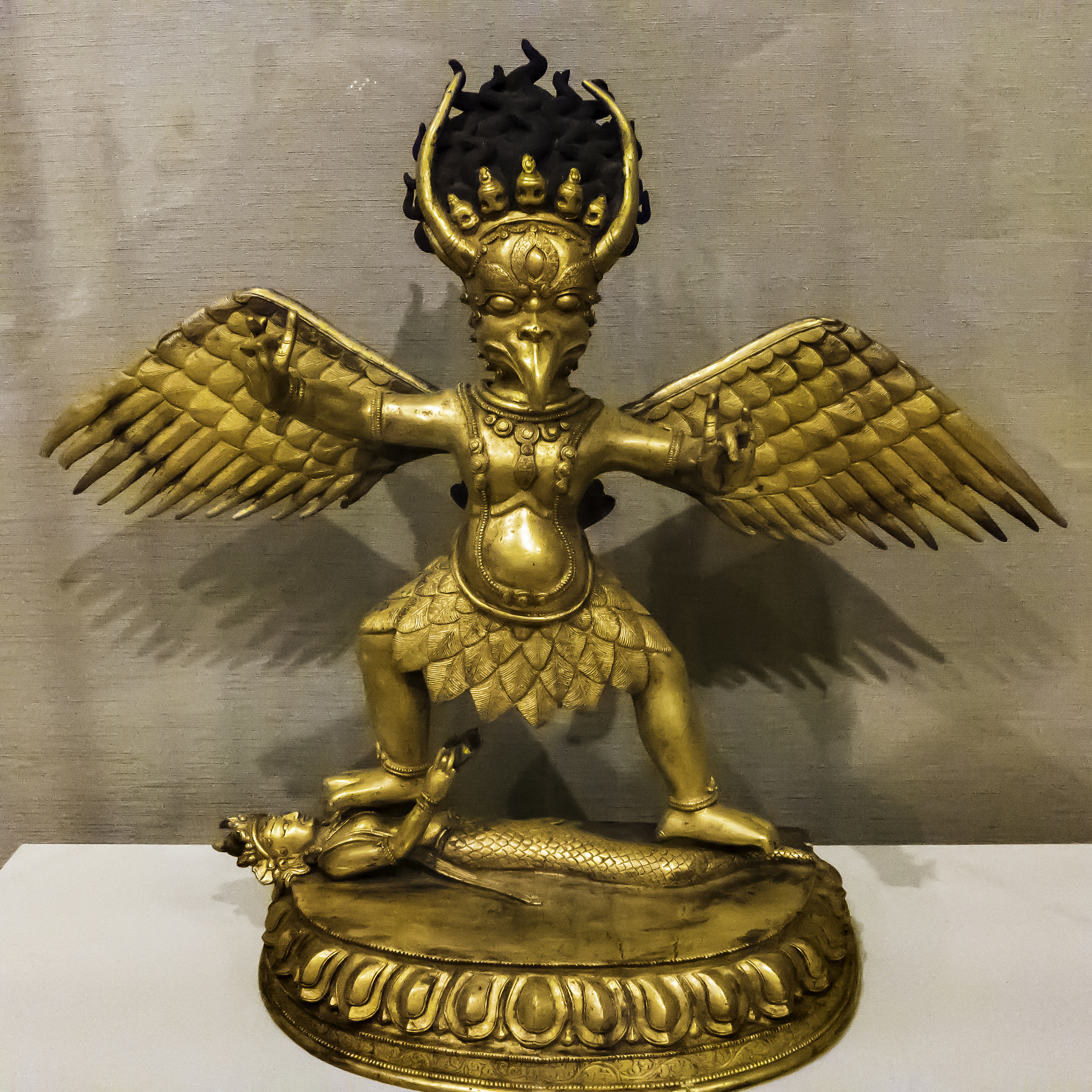
Ґаруда